# Domaine d'Iida

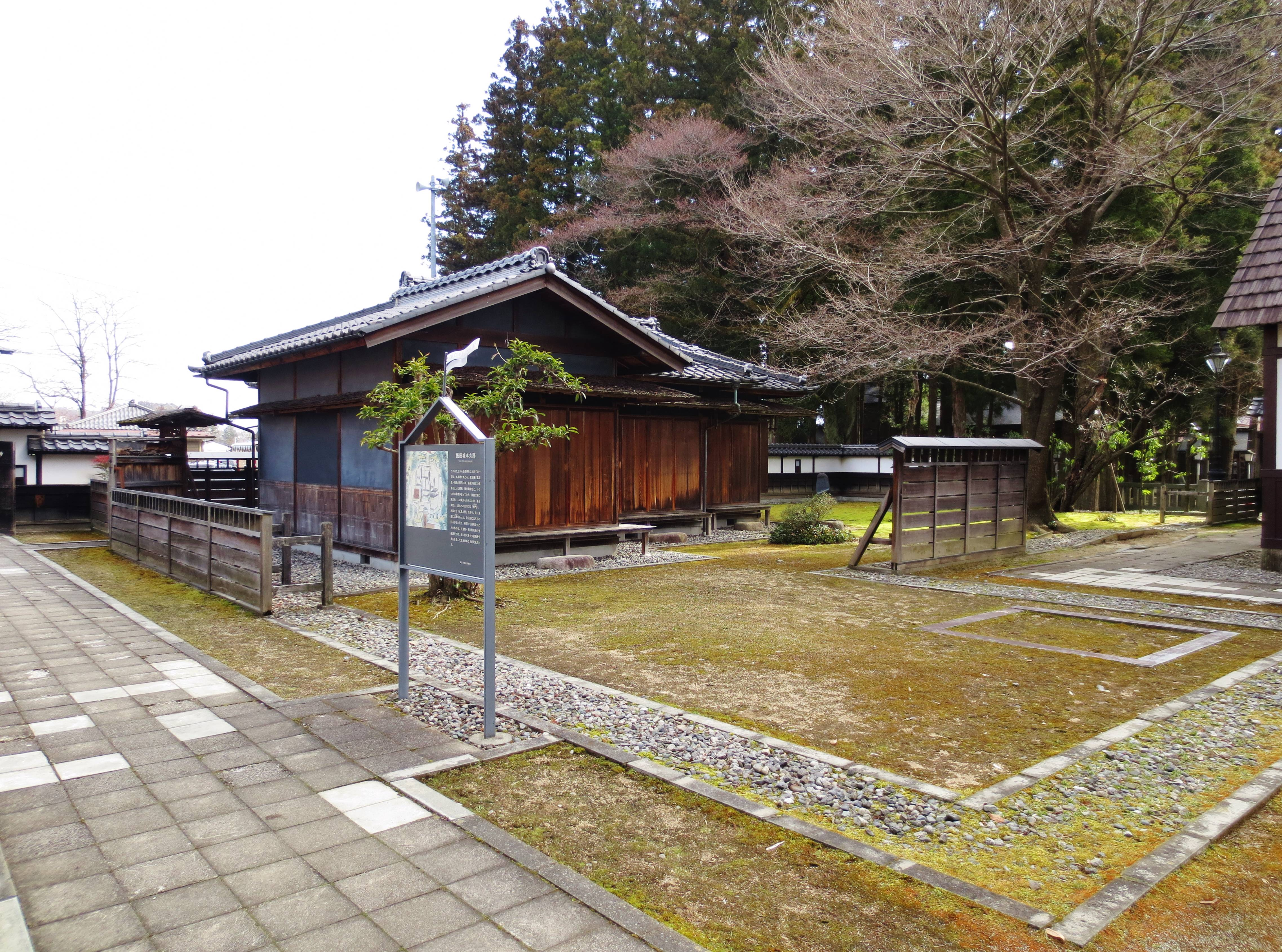
Site du donjon du château d'Iida, centre administratif du domaine d'Iida.

Le domaine d'Iida (松代藩, Iida-han) est un fief féodal japonais de l'époque d'Edo situé dans la province de Shinano (actuelle préfecture de Nagano). Il était dirigé à partir du château d'Iida dans l'actuelle ville d'Iida. Il est connu sous le nom de domaine de Shinano-Iida.

## Histoire
La région d'Iida est dirigée durant la période Sengoku par Akiyama Nobutomo, un vassal de Takeda Shingen. Après la destruction du clan Takeda, les terres passent sous le contrôle de Tokugawa Ieyasu et sont dirigées par Suganuma Sadatoshi, puis par Mori Hideyori, et Kyōgoku Takatomo. Après la bataille de Sekigahara et l'établissement du shogunat Tokugawa, Ogasawara Hidemasa est transféré à Iida depuis le domaine de Koga dans la province de Shimōsa et fait daimyō du domaine d'Iida, doté d'un revenu de 50 000 koku, dans la province de Shinano. Après son transfert au domaine de Matsumoto en 1613, le territoire revient au shogunat qui le dirige directement jusqu'en 1617 quand il est assigné à Wakizaka Yasumoto, anciennement au domaine d'Ōzu dans la province d'Iyo. Son fils, Wakizaka Yasumoto, lui succède et réduit le revenu du domaine de 2 000 koku en les offrant à l'un de ses oncles. Il est transféré au domaine de Tatsuno dans la province de Harima en 1672 où ses descendants résident jusqu'à la restauration de Meiji.
Les Wakizawa sont remplacés par une branche cadette du clan Hori et les possessions du domaine sont réduites à 20 000 koku. Les finances du domaine ne sont jamais bonnes et la situation continue de se détériorer au fil des années, ce qui provoque des révoltes en 1762 et en 1809. Le 10e daimyō, Hori Chikashige, est un fervent partisan de Mizuno Tadakuni et occupe des postes importants au sein du gouvernement shogunal, dont celui de rōjū. Le domaine est augmenté à 27 000 koku mais est ensuite réduit à 17 000 koku après l'échec des réformes Tenpō. Durant la période du Bakumatsu, le domaine perd encore 2 000 koku pour avoir échoué à arrêter l'avancée des forces anti-gouvernementales à travers son territoire durant la rébellion de Mito.
Durant la guerre de Boshin, le domaine soutient le camp impérial. En juillet 1871, avec l'abolition du système han, le domaine d'Iida devient brièvement la préfecture d'Iiya qui est ensuite absorbée dans la nouvelle préfecture de Nagano. Sous le nouveau gouvernement de Meiji, Hori Chikahiro, le dernier daimyō d'Iida reçoit le titre de vicomte (shishaku) selon le système de noblesse kazoku.

## Possessions à la fin de l'époque d'Edo
Comme la plupart des domaines japonais, Iida est composé de plusieurs territoires discontinus dont la valeur kokudaka est fondée sur une estimation périodique du potentiel agricole,.
- Province de Shinano
  - 25 villages dans le district d'Ina

## Liste des daimyōs
| #                                          | Nom                             | Règne     | Titre de courtoisie                  | Rang de cour            | Kokudaka                      | Notes                              |
| ------------------------------------------ | ------------------------------- | --------- | ------------------------------------ | ----------------------- | ----------------------------- | ---------------------------------- |
| Clan Ogasawara (fudai) 1601-1613           |                                 |           |                                      |                         |                               |                                    |
| 1                                          | Ogasawara Hidemasa (小笠原秀政) | 1600-1613 | Hyobu-daifu (兵部大輔)               | 5e inférieur (従五位下) | 50 000 koku                   | Transféré du domaine de Koga       |
| Tenryō 1613-1617                           |                                 |           |                                      |                         |                               |                                    |
| Clan Wakizaka (tozama / fudai) \|1617-1672 |                                 |           |                                      |                         |                               |                                    |
| 1                                          | Wakizaka Yasumoto (脇坂安元)    | 1617-1654 | Awaji-no-kami (淡路守)               | 5e inférieur (従五位下) | 55 000 koku                   | Transféré du domaine d'Ōzu         |
| 2                                          | Wakizawa Yasumasa (脇坂安政)    | 1654-1672 | Nakatsukasa-no-sho (中務少輔)        | 5e inférieur (従五位下) | 55 000 → 53 000 koku          |                                    |
| Clan Hori (tozama / fudai) 1672-1871       |                                 |           |                                      |                         |                               |                                    |
| 1                                          | Hori Chikamasa (堀親昌)         | 1672-1673 | Mimasaka-no-kami (美作守)            | 5e inférieur (従五位下) | 20 000 koku                   | Transféré du domaine de Karasuyama |
| 2                                          | Hori Chikasada (堀親貞)         | 1673-1685 | Suo-no-kami (周防守)                 | 5e inférieur (従五位下) | 20 000 koku                   |                                    |
| 3                                          | Hori Chikatsune (堀親常)        | 1686-1697 | Suo-no-kami (周防守)                 | 5e inférieur (従五位下) | 20 000 koku                   |                                    |
| 4                                          | Hori Chikataka (堀親賢)         | 1697-1715 | Yamato-no-kami (大和守)              | 5e inférieur (従五位下) | 20 000 koku                   |                                    |
| 5                                          | Hori Chikanobu (堀親庸)         | 1715-1728 | Wakasa-no-kami (若狭守)              | 5e inférieur (従五位下) | 20 000 koku                   |                                    |
| 6                                          | Hori Chikatada (堀親蔵)         | 1728-1746 | Yamato-no-kami (大和守)              | 5e inférieur (従五位下) | 20 000 koku                   |                                    |
| 7                                          | Hori Chikanaga (堀親長)         | 1746-1779 | Yamato-no-kami (大和守)              | 5e inférieur (従五位下) | 20 000 koku                   |                                    |
| 8                                          | Hori Chikatada (堀親忠)         | 1779-1784 | Yamashiro-no-kami (山城守)           | 5e inférieur (従五位下) | 20 000 koku                   |                                    |
| 9                                          | Hori Chikatami (堀親民)         | 1784-1796 | Yamato-no-kami (大和守)              | 5e inférieur (従五位下) | 20 000 koku                   |                                    |
| 10                                         | Hori Chikashige (堀 親寚)       | 1796-1846 | Yamato-no-kami (大和守)              | 5e inférieur (従四位下) | 20 000 → 27 000 → 17 000 koku |                                    |
| 11                                         | Hori Chikayoshi (堀親義)        | 1846-1868 | Iwami-no-kami (石見守) ; jijū (侍従) | 4e inférieur (従五位下) | 17 000 → 15 000 koku          |                                    |
| 11                                         | Hori Chikahiro (堀親広)         | 1868-1871 | Mimasaka-no-kami (美濃守)            | 5e inférieur (従五位下) | 15 000 koku                   |                                    |